# Plagodis nigrescaria
Plagodis nigrescaria là một loài bướm đêm trong họ Geometridae.